# سي هاك DM2A4
الطوربيد سي هاك DM2A4 أو SeaHake mod 4 DM2A4 وهو التعريف التصديري للطوربيد الألماني (DM2A4 Seehecht) هو أحدث طوربيد ثقيل طورته شركة أطلس للإلكترونيات Atlas Elektronik لصالح البحرية الألمانية ، كتحديث إضافي للطوربيد Deutsches Modell 2 المعروف بالإسم المختصر DM2 والذي صدر عام 1976.

## التطوير
كان برنامج التطوير للطوربيد مشتركًا بين AEG و Elsag لترقية طوربيدات موجودة بالفعل. وتمت تطوير الباحث أولاً وصولاً إلى الطوربيد الأرقى وهو DM2A3 ، ثم تطوير الدفع وترقية الطوربيد إلى DM2A4 

وباحث الطوربيد سي هاك DM2A4  عبارة عن مصفوفة حديثة مطابقة، توفر نطاقًا محسّنًا للكشف، وزاوية رؤية أوسع، وتحسين خصائص التعرف على الهدف ومقاومة التدابير المضادة.

يستخدم طوربيد النسخة DM2A3 أيضا كابل الألياف البصرية للتحكم عن بعد ونقل البيانات. وكلا من DM2A3 وسي هاك DM2A4 مؤهلان للإضطلاع بعمليات المياه الضحلة.
 وقد تم تزويد الغواصات Type 206A و Type 212 والإيطالية Type 212 B و Type 209 و Type 214 بطوربيدات من النسخ DM2A3 وسي هاك DM2A4 

## الوصف
يعد الطوربيد سي هاك DM2A4 هو خليفة الطوربيد DM2 A3 الذي تم تطويره بواسطة STA ATLAS Elektronik. ويتضمن نظاماً للدفع الكهربائي وكابل للألياف البصرية لتوجيه الطوربيد. وتمتد مدة خدمة الطوربيد سي هاك DM2A4 إلى حوالي 30 سنة.
 
وهذا الطوربيد قابل للتحديث بسهولة، وفعال من حيث التكلفة، ويمكن الاعتماد عليه بشكل كبير مع تقديم أداء مُحسَّن، وتصميم أكثر تطوراً عن سلفه DM2A3 

صنع الطوربيد بتصميم «وحداتي» فيتكون من أربع وحدات. ويستخدم كابل الألياف البصرية والبنية الرقمية للأجهزة. وتصل سرعة الطوربيد إلى 92.6 كم / ساعة
 
ويحمل الطوربيد سي هاك DM2A4 رأساً حربياً بداخله 260 كيلو جرام من مادة PBX لها قوة تفجيرية تعادل قوة 460 كيلو جرام من مادة تي إن تي.

## التصدير
طبقاً لبيانات معهد ستوكهولم الدولي لأبحاث السلام:

تعاقدت أسبانيا -عام 2005- على عدد 40 طوربيد DM2A4 Seehecht المضاد للسفن والغواصات، في صفقة وصلت قيمتها إلى 76 مليون مع الإتفاق على إنتاج بعض المكونات بأسبانيا.

أما كولومبيا فقد تعاقدت -عام 2012- على 30 طوربيد -مستعمل- من النسخة DM2A3 المضادة لسفن السطح والغواصات، وذلك لتنصيبها على غواصاتها من فئة Type-206A ، وكذلك حصلت إسرائيل -فيما بين العامين 2000 و2002- على 30 طوربيد من نفس النسخة DM2A3 ، في صفقة بقيمة 65 مليون دولار تم تمويلها من خلال برنامج المساعدات العسكرية الأمريكية لإسرائيل، بغرض تشغيلها على غواصاتها من فئة دولفين.

وكان لباكستان حظ الإستحواذ على عدد 59 طوربيد من النسخة سي هاك DM2A4 -في الفترة من 2007 إلى 2008- مقابل 80 مليون دولار، وذلك لتسليح غواصاتها من فئة «خالد» Agosta-90B

حصلت تركيا أيضاً على عدد 40 طوربيد من النسخ DM2A4 لغواصاتها فئة تايب 209 (Type 209/1400)، وقد بلغت قيمة الصفقة 40 مليون دولار، وتم التسليم في الفترة من 2004 إلى 2005.

### الإمارات العربية المتحدة
ذكرت IHS Janes أن الحكومة الألمانية قامت بتصدير «منصات عائمة مع معدات إطلاق الطوربيد» إلى الإمارات في عام 2014. وهناك اعتقاد بأن السفن التي اشترتها مؤخراً دولة الإمارات العربية المتحدة من فئة رماح Rmah-class ، تم شراؤها لإطلاق طوربيدات سي هاك DM2A4 ، والتي تم تطويرها من قبل أطلس الكترونيك لصالح البحرية الألمانية كتحديث إضافي للطوربيد DM2. وبهذا فقد تكون الإمارات العربية المتحدة قادرة على استهداف الغواصات الإيرانية من فئة كيلو في قواعدها، حيث يروج للطوربيد DM2A4 باعتباره صاحب أطول مدى في العالم، والذي قد يصل إلى 140 كم.

### مصر
ذكر تقرير التوازن العسكري -التقييم السنوي للقدرات العسكرية العالمية واقتصاديات الدفاع- لعام 2018، والصادر عن المعهد الدولي للدراسات الاستراتيجية بلندن، أن مصر تسلمت بالفعل غواصتين تايب 209 (Type 209/1400) والمزود كل منها بعدد 8 أنابيب فردية لإطلاق الطوربيدات مع طوربيدات سي هاك DM2A4 

## المستخدمون
| الأرجنتين تشيلي كولومبيا أكوادور ألمانيا اليونان الهند | الإمارات العربية المتحدة إندونيسيا إسرائيل النرويج باكستان تركيا | مصر بيرو جنوب أفريقيا كوريا الجنوبية إسبانيا فنزويلا |

## روابط خارجية
سي هاك SeaHake Mod4

### طوربيد خفيف
طوربيد إم يو 90

 طوربيد مارك 54 (MK54)

 طوربيد مارك 46

### طوربيد ثقيل
الطوربيد الأمريكي مارك 48